# Władysław Nowicki (podporucznik)
Władysław Nowicki (ur. 9 sierpnia 1895 w Nadwórnej, zm. 7 listopada 1915 pod Bieglowem na Wołyniu) – podporucznik Legionów Polskich. Uczestnik I wojny światowej. Kawaler Orderu Virtuti Militari.

## Życiorys
Urodził się w rodzinie Antoniego i Marii z d. Nowakowska. Absolwent Gimnazjum w Stanisławowie. Działał w Związku Strzeleckim i tam ukończył Szkołę podoficerską. Od 16 sierpnia 1914 w Legionach Polskich w 7 kompanii 2 pułku piechoty Legionów Polskich, a następnie dowódca plutonu w 8 kompanii z którą walczył podczas I wojny światowej.
Szczególnie odznaczył się 9 czerwca 1915 podczas bitwy pod Mamajowcem: „za udział w walkach /.../ męstwo, odwagę i poświęcenie okazane w walkach”, został odznaczony Orderem Virtuti Militari.
1 listopada 1915 awansowany do stopnia podporucznika.
Poległ w walce kilka dni później w bitwie pod Bieglowem. Został pochowany na polu bitwy.
Był kawalerem.

## Ordery i odznaczenia
- Krzyż Srebrny Orderu Wojskowego Virtuti Militari nr 7049[1] – pośmiertnie, 17 maja 1922[2]
- Krzyż Niepodległości – pośmiertnie[1]